# Liste des gares britanniques accueillant plus d'un million de voyageurs par an
 (juillet 2012).
Si vous disposez d'ouvrages ou d'articles de référence ou si vous connaissez des sites web de qualité traitant du thème abordé ici, merci de compléter l'article en donnant les références utiles à sa vérifiabilité et en les liant à la section « Notes et références ».
La liste des gares britanniques accueillant plus de dix millions de voyageurs par an, est une liste de gares ferroviaires situées sur le territoire du Royaume-Uni dépassant le seuil indiqué d'après les données mentionnées dans la section Notes et références (liste non exhaustive).
Voir aussi la liste de gares au Royaume-Uni.

## Classement des 10 premières gares de Grande-Bretagne
|    | Gare                     | Ville      | Voyageurs (millions/an) en 2019 | Mise en service |
| -- | ------------------------ | ---------- | ------------------------------- | --------------- |
| 1  | Waterloo                 | Londres    | 94,192                          | 1848            |
| 2  | Victoria                 | Londres    | 74,716                          | 1868            |
| 3  | Liverpool Street         | Londres    | 69,483                          | 1857            |
| 4  | London Bridge            | Londres    | 61,308                          | 1836            |
| 5  | Birmingham New Street    | Birmingham | 47,928                          | 1854            |
| 6  | Euston                   | Londres    | 46,146                          | 1837            |
| 7  | Stratford                | Londres    | 41,206                          | 2010            |
| 8  | Paddington               | Londres    | 38,182                          | 1854            |
| 9  | St Pancras International | Londres    | 35,984                          | 1868            |
| 10 | King's Cross             | Londres    | 34,646                          | 1852            |

## Classement des 10 premières gares en dehors de Londres
|    | Gare                  | Ville      | Voyageurs (millions/an) en 2019 | Mise en service |
| -- | --------------------- | ---------- | ------------------------------- | --------------- |
| 1  | Birmingham New Street | Birmingham | 47,928                          | 1854            |
| 2  | Glasgow Central       | Glasgow    | 32,797                          | 1999            |
| 3  | Leeds                 | Leeds      | 30,839                          | 1883            |
| 4  | Manchester Piccadilly | Manchester | 30,252                          | 1842            |
| 5  | Edimburgh Waverley    | Édimbourg  | 23,873                          | 1857            |
| 6  | Gatwick Airport       | Horley     | 21,225                          |                 |
| 7  | Brighton              | Brighton   | 17,385                          | 1841            |
| 8  | Glasgow Queen Street  | Glasgow    | 17,207                          | 1857            |
| 9  | Reading               | Reading    | 17,081                          | 1840            |
| 10 | Liverpool Lime Street | Liverpool  | 14,606                          | 1836            |